# Tezlaw
Tezlaw, auch Tetzlaw, Tetislaw († zwischen 1170 und 1181) war ein Fürst von Rügen.

## Leben
Nach dem pommerschen Chronisten Thomas Kantzow war er ein Sohn des ranischen Königs Ratislaus von Rügen (1105–1140). Bereits vor der ersten Erwähnung Tezlaws durch Saxo Grammaticus für das Jahr 1164 als rügischer König waren die Ranen Ziel mehrerer Kriegszüge des dänischen Königs Waldemar I. sowie des sächsischen Herzogs Heinrich des Löwen. Tezlaw und sein mitregierender Bruder Jaromar mussten mehrfach die Lehnshoheit des jeweiligen Eroberers anerkennen, unter anderem durch die Teilnahme 1162 an einem Kriegszug Waldemars gegen Wolgast sowie 1163 bei der Einweihung des Lübecker Doms gegenüber Heinrich dem Löwen.
Nachdem die Dänen unter Waldemar I. und dem Bischof Absalon von Roskilde 1168 die Jaromarsburg erobert hatten, übergaben Tezlaw und Jaromar ihren Hauptsitz und Tempelort Charenza nach Verhandlungen kampflos. Durch die Anerkennung der Lehnshoheit des dänischen Königs und die Annahme des Christentums sicherten sie sich die Herrschaft über Rügen. Das geschah insbesondere durch die hierbei erfolgte Entmachtung der Swantewit-Priester, die bisher im Ansehen über den weltlichen Herrschern standen. Tezlaw trug von nun an den Titel Fürst von Rügen. Als Vasallen der Dänen nahmen die Ranen bald erneut an Kriegszügen gegen die Pommern, unter anderem an der Belagerung Stettins 1170 durch Waldemar I. teil.
Für 1170 wird Tezlaw letztmals in schriftlichen Quellen erwähnt. 1181 war sein Bruder Jaromar I. alleiniger Fürst von Rügen. Die Tetzlawstraße in Stralsund ist nach ihm benannt.